# Diócesis de Holguín
La Diócesis de Holguín (en latín: Dioecesis Holguinensis) es una circunscripción eclesiástica de la Iglesia católica en Cuba. De rito latino, es sufragánea de la Arquidiócesis de Santiago de Cuba. Fue erigida el 8 de enero de 1979 por el papa Juan Pablo II mediante la bula Omnium Ecclesiarum sollicitudo y, desde el 14 de noviembre de 2005, su obispo es Emilio Aranguren Echeverría. Ocupa casi la totalidad de las provincias civiles de Holguín y Las Tunas, y su sede episcopal se encuentra en la ciudad de Holguín, siendo su templo principal la Catedral de San Isidoro.

## Territorio
La diócesis abarca una superficie de 14 089 km² distribuidos entre las provincias de Holguín y Las Tunas (excepto los municipios de Amancio y Colombia). En 2022 la población total era de aproximadamente 1 643 200 habitantes, de los cuales unos 436 900 (26,6 %) se declaraban católicos. Esto la convierte en la diócesis más extensa de Cuba y la segunda en población.

## Historia
La diócesis fue creada el 8 de enero de 1979 por Juan Pablo II, desmembrando territorio de la Arquidiócesis de Santiago de Cuba. La iglesia parroquial de San Isidoro, que data del siglo XVIII, fue elevada a catedral en ese momento.
El primer obispo fue Héctor Luis Lucas Peña Gómez, consagrado el 19 de marzo de 1970 como auxiliar de Santiago; permaneció al frente de la diócesis hasta cumplir 75 años en 2005. Luego le sucedió Emilio Aranguren Echeverría, trasladado desde la diócesis de Cienfuegos, quien tomó posesión el 11 de diciembre de 2005.
Bajo Peña Gómez se crearon numerosas parroquias: se inició con 16 en 1979, alcanzando 28 en 2005; con Aranguren ya son 32, repartidas en más de 150 comunidades.

## Características
- Superficie: 14 089 km².
- Población (2022): 1 643 200 habitantes, con 436 900 católicos (26,6 %).
- Parroquias: 32, con 60 misiones.[5]
- Clero: 35 sacerdotes (20 diocesanos y 15 religiosos), 5 diáconos (4 permanentes y 1 transitorio), 60 religiosos (18 hermanos, 42 religiosas) y 1 seminarista.
- Sacerdotes por habitante: Aproximadamente 1 cada 50 000 fieles (32 sacerdotes para 1,6 millones de habitantes).
- Vida consagrada: Unas 50 religiosas en 17 congregaciones, más 3 integrantes de un instituto secular (Oblatas). De los 20 municipios, 9 carecen de presencia femenina consagrada.

## Organización
La diócesis se estructura en 4 vicarías y 6 zonas pastorales para abordar la diversidad social y económica del territorio. Está subdividida en 32 parroquias, cada una con varias comunidades. El obispo titular es Emilio Aranguren Echeverría, auxiliado desde marzo de 2021 por Marcos Pirán Gómez, nombrado obispo auxiliar.
La organización pastoral se basa en 4 vicarías —divisiones sobre criterios geográficos y socioculturales—, distribuidas en 6 zonas más amplias. Cada zona responde a necesidades específicas, como el ministerio rural, urbano, educativo o social, con equipos locales coordinados desde la sede diocesana.

## Organización del clero y vida consagrada
Actualmente hay 35 sacerdotes, de los cuales 20 son diocesanos y 15 pertenecen a congregaciones religiosas. De los diáconos, 4 son permanentes y 1 transitorio. Hay también 50 religiosas en 17 comunidades y un instituto secular con 3 Oblatas. Nueve municipios no cuentan con presencia femenina consagrada, lo que indica áreas prioritarias para el desarrollo vocacional y pastoral.

## Catedral de San Isidoro

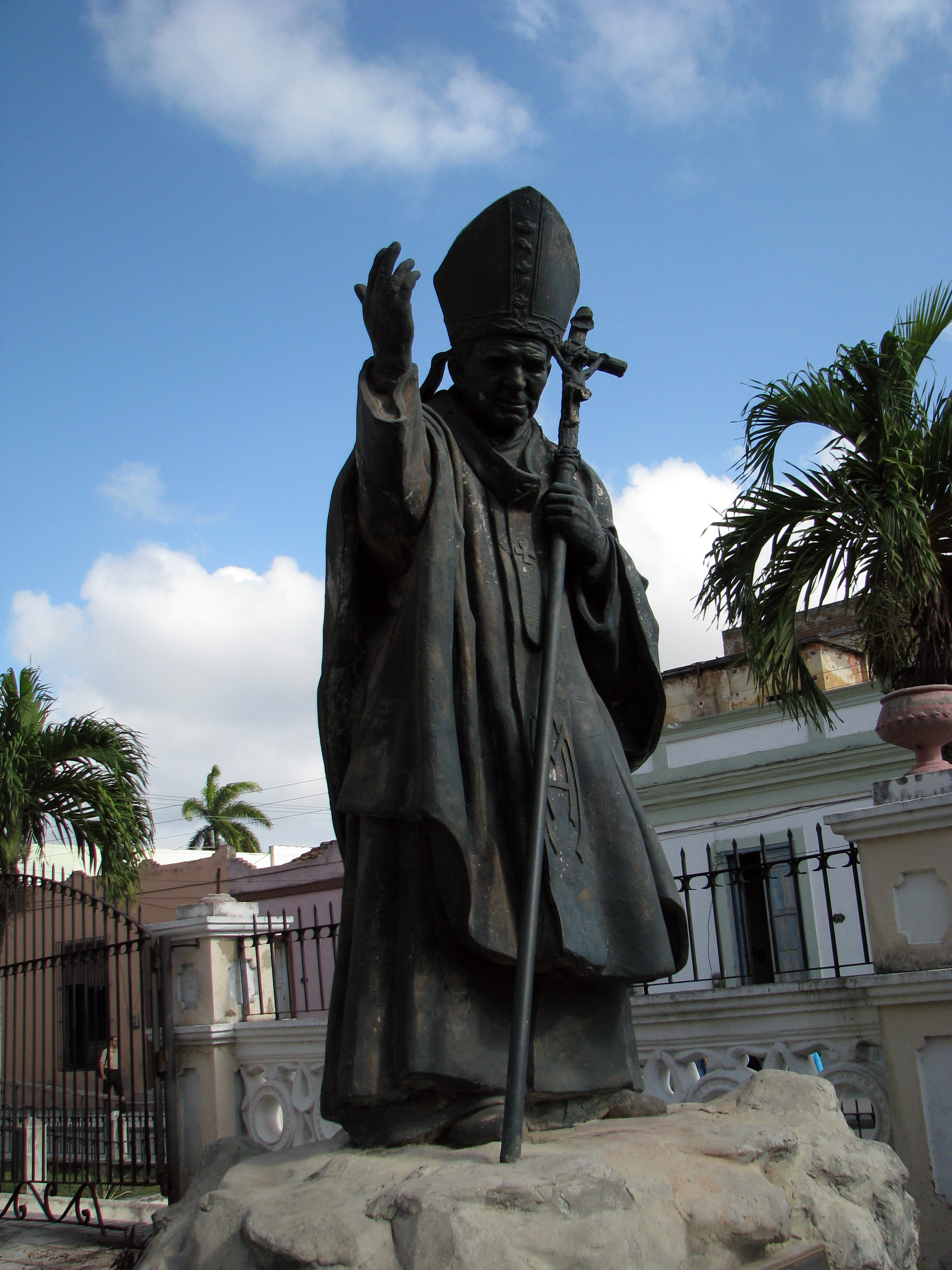
Estatua de Juan Pablo II en el atrio de la catedral.

La catedral, dedicada a San Isidoro de Sevilla, es el corazón de la diócesis. Su origen data de 1720, con la primera misa celebrada el 4 de abril de ese año; el templo actual data de entre 1818 y 1820, con planta en “T” y elementos decorativos de estilo morisco, como techos de madera tallada.
Elevada a catedral en 1979, fue consagrada en 1996 por el cardenal Camilo Ruini. En 2005 se colocó una estatua de Juan Pablo II en su atrio. Es uno de los edificios religiosos más emblemáticos de Holguín, junto a la Loma de la Cruz.

## Visita del papa Francisco
El 21 de septiembre de 2015, durante su viaje apostólico a Cuba, el papa Francisco visitó Holguín, oficiando misa en la Plaza de la Revolución ante decenas de miles de personas. Luego bendijo la ciudad desde la Loma de la Cruz y celebró misa en el atrio de la catedral, donde se reunió con enfermos. Fue la primera visita de un pontífice a la ciudad y se declaró feriado.

## Apostolado y vida diocesana
La diócesis impulsa iniciativas de evangelización y formación: zonas vicariales, encuentros bíblicos para laicos, pastoral social y línea radial formativa. El nuncio apostólico recorrió en 2025 parroquias de las provincias correspondientes, confirmando jóvenes y visitando obras pastorales.

## Estadísticas
Según el Annuarium Statisticum Ecclesiae 2023, se evidenció una ligera disminución en el número de sacerdotes a nivel mundial, aunque no hay cifras específicas por diócesis. En contraste, datos para 2022 muestran que la diócesis de Holguín mantiene 35 sacerdotes y un seminarista.
El desafío pastoral es grande: con un sacerdote por cada 47 000 fieles, la atención de una población extensa exige incentivos a las vocaciones y expansión de la vida consagrada y diácono permanente.
Según el Anuario Pontificio 2022, la diócesis tenía a fines de 2021 un total de 439 560 fieles bautizados.
| Año                                                                             | Población | Población | Población      | Sacerdotes | Sacerdotes | Sacerdotes | Católicos por sacerdote | Diáconos permanentes | Religiosos | Religiosos | Parroquias y cuasiparroquias |
| Año                                                                             | Católicos | Total     | % de católicos | Total      | Diocesanos | Regulares  | Católicos por sacerdote | Diáconos permanentes | Masculinos | Femeninos  | Parroquias y cuasiparroquias |
| ------------------------------------------------------------------------------- | --------- | --------- | -------------- | ---------- | ---------- | ---------- | ----------------------- | -------------------- | ---------- | ---------- | ---------------------------- |
| 1980                                                                            | 360 000   | 1 239 829 | 29.0           | 10         | 10         |            | 36 000                  |                      |            | 3          | 14                           |
| 1990                                                                            | 419 000   | 1 500 000 | 27.9           | 18         | 13         | 5          | 23 277                  |                      | 6          | 7          | 16                           |
| 1999                                                                            | 434 000   | 1 600 000 | 27.1           | 26         | 21         | 5          | 16 692                  | 2                    | 6          | 38         | 16                           |
| 2000                                                                            | 434 000   | 1 600 000 | 27.1           | 26         | 21         | 5          | 16 692                  | 4                    | 6          | 35         | 23                           |
| 2001                                                                            | 431 000   | 1 600 000 | 26.9           | 27         | 22         | 5          | 15 962                  | 4                    | 6          | 39         | 23                           |
| 2002                                                                            | 433 000   | 1 606 000 | 27.0           | 29         | 24         | 5          | 14 931                  | 4                    | 6          | 40         | 23                           |
| 2003                                                                            | 435 000   | 1 600 000 | 27.2           | 30         | 25         | 5          | 14 500                  | 3                    | 6          | 40         | 23                           |
| 2004                                                                            | 435 000   | 1 600 000 | 27.2           | 30         | 25         | 5          | 14 500                  | 3                    | 6          | 43         | 23                           |
| 2006                                                                            | 435 000   | 1 605 000 | 27.1           | 37         | 32         | 5          | 11 756                  | 2                    | 7          | 39         | 28                           |
| 2013                                                                            | 442 600   | 1 650 000 | 26.8           | 31         | 23         | 8          | 14 277                  | 1                    | 10         | 45         | 28                           |
| 2016                                                                            | 444 660   | 1 655 721 | 26.9           | 31         | 24         | 7          | 14 343                  | 4                    | 10         | 54         | 32                           |
| 2019                                                                            | 444 540   | 1 655 700 | 26.8           | 36         | 24         | 12         | 12 348                  | 5                    | 14         | 43         | 32                           |
| 2021                                                                            | 439 560   | 1 651 860 | 26.6           | 34         | 22         | 12         | 12 928                  | 5                    | 15         | 42         | 32                           |
| Fuente: Catholic-Hierarchy, que a su vez toma los datos del Anuario Pontificio. |           |           |                |            |            |            |                         |                      |            |            |                              |

## Episcopologio
- Héctor Luis Lucas Peña Gómez (8 de enero de 1979-14 de noviembre de 2005 retirado).
- Emilio Aranguren Echeverría, desde el 14 de noviembre de 2005.

## Galería de imágenes

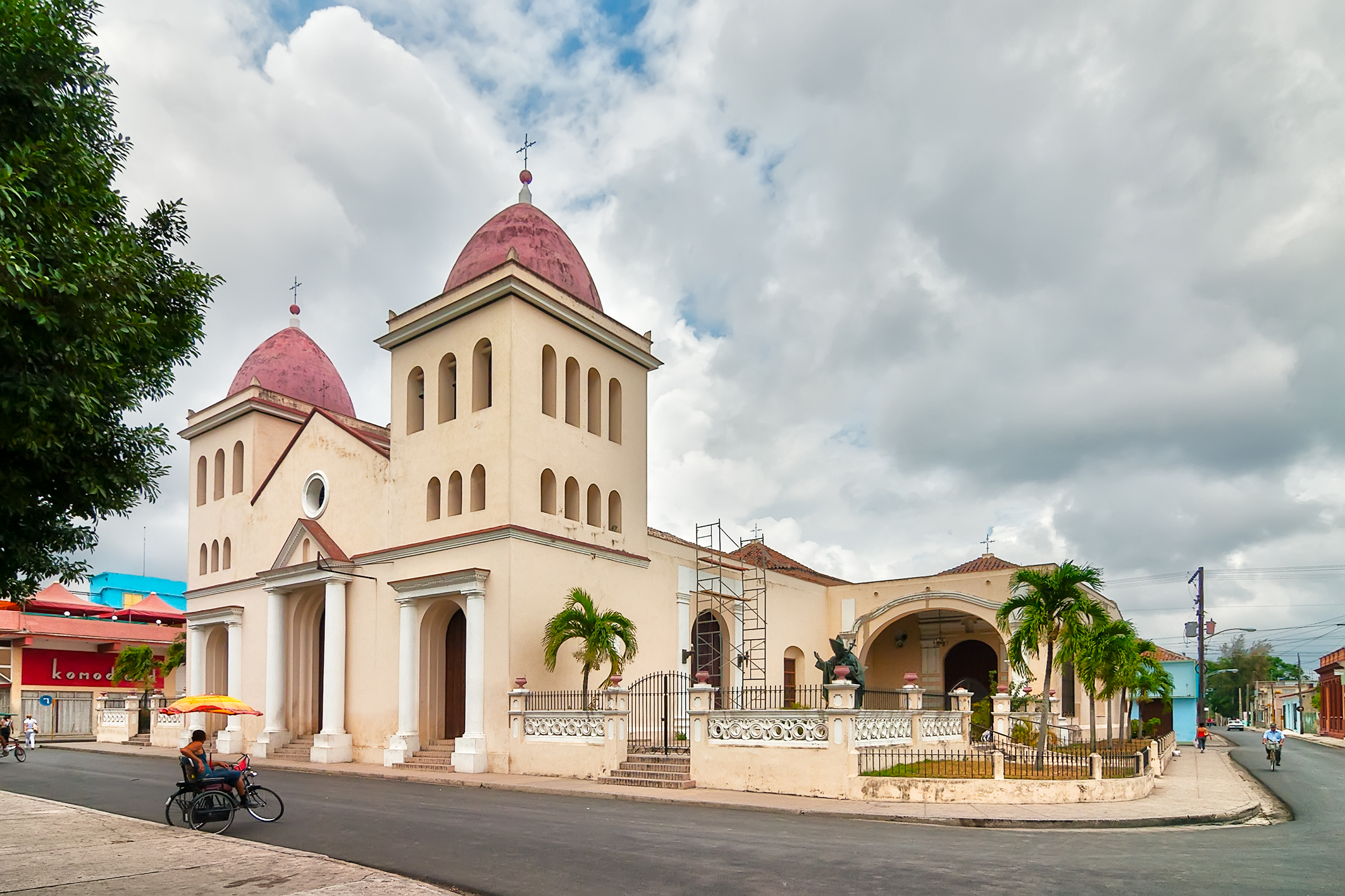
Catedral de San Isidoro de Holguín.
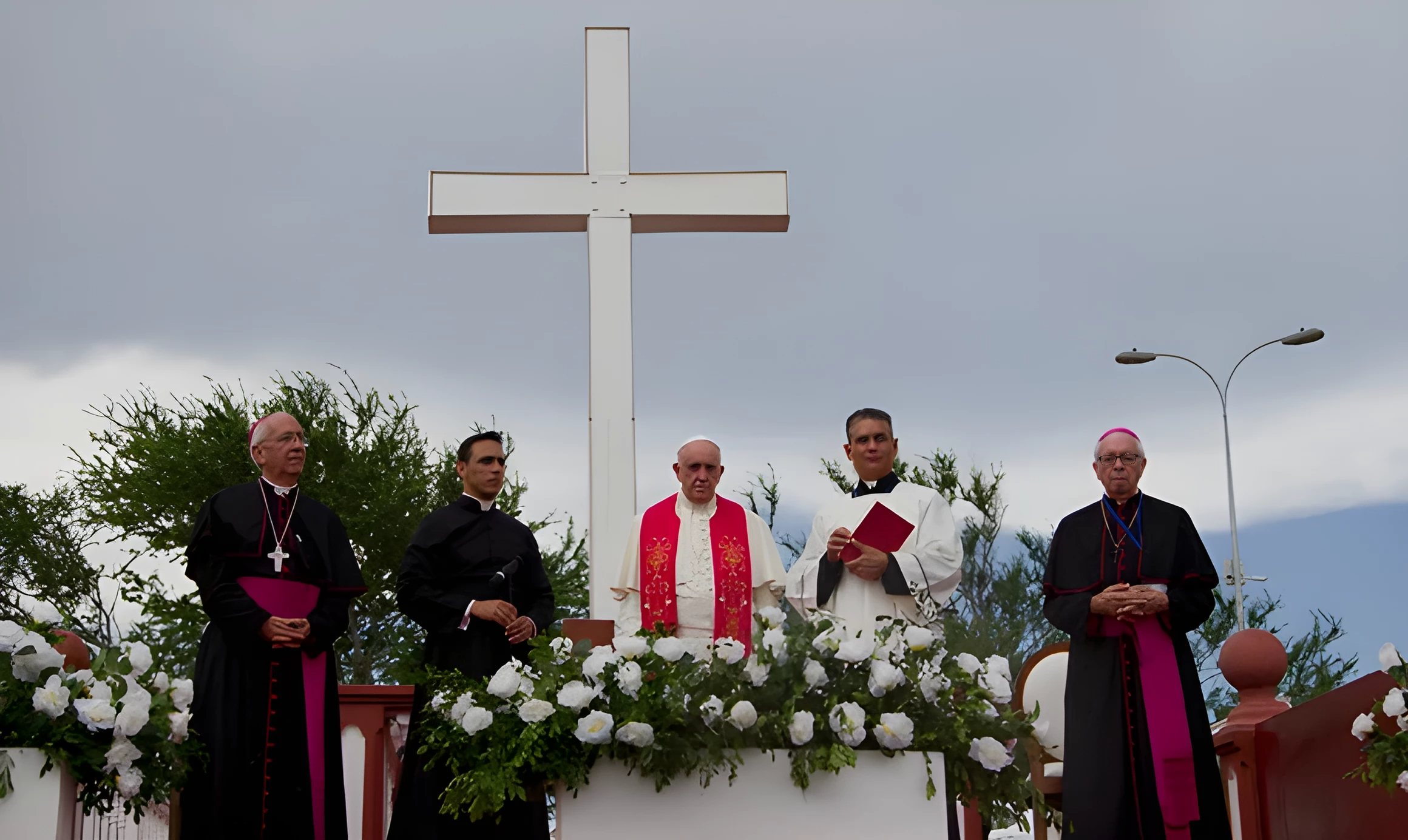
Papa Francisco en la Loma de la Cruz.
Papa Francisco en recorrido por Holguín.